# Crocidura aequicauda
Crocidura aequicauda — вид ссавців із родини Soricidae. Зустрічається в Індонезії. Відокремлений від C. paradoxura.